# 신재철 (무술가)
신재철(1936년 12월 20일 ~ 2012년 7월 9일)은 한국의 무술가이자 세계당수도협회의 창립자이다.